# Australië op de Olympische Zomerspelen 1968
Australië nam deel aan de Olympische Zomerspelen 1968 in Mexico-Stad, Mexico. De vijf gouden medailles waren een laagterecord sinds 1948.

## Medailles
| Sport | Olympiër | Discipline            | Medaille |
| --- | --- | --------------------- | -------- |
| Atletiek | Ralph Doubell | 800m (m)              | Goud     |
| Atletiek | Maureen Caird | 80m horden (v)        | Goud     |
| Zwemmen | Mike Wenden | 100m vrije slag (m)   | Goud     |
| Zwemmen | Mike Wenden | 200m vrije slag (m)   | Goud     |
| Zwemmen | Lyn McClements | 100m vlinderslag (v)  | Goud     |
| | |                       |          |
| Atletiek | Peter Norman | 200m (m)              | Zilver   |
| Atletiek | Raelene Boyle | 200m (v)              | Zilver   |
| Atletiek | Pam Kilborn | 80m horden (v)        | Zilver   |
| Hockey | \| Hockeyteam mannen \| Hockeyteam mannen \| \| ------------------------------------------------------------------------------------------------------------------------------------------------------------------------------------------------------- \| ----------------- \| \| Paul Dearing Raymond Evans Brian Glencross Robert Haigh Donald Martin James Mason Patrick Nilan Eric Pearce Gordon Pearce Julian Pearce Desmond Piper Fred Quine Ronald Riley Donald Smart Arthur Busch \| \| | mannen                | Zilver   |
| Roeien | Peter Dickson David Douglas Alf Duval Joe Fazio Alan Grover Michael Morgan Gary Pearce JR Ranch Bob Shirlaw | acht (m)              | Zilver   |
| Zwemmen | Greg Rogers Mike Wenden Graham White Bob Windle | 4x200m vrije slag (m) | Zilver   |
| Zwemmen | Lyn Bell Lyn McClements Judy Playfair Jenny Steinbeck Lynne Watson | 4x100m wisselslag (v) | Zilver   |
| | |                       |          |
| Atletiek | Jenny Lamy | 200m (v)              | Brons    |
| Paardensport | Brien Cobcroft Bill Roycroft Wayne Roycroft James Scanlon | eventing team         | Brons    |
| Zwemmen | Greg Brough | 1500m vrije slag (m)  | Brons    |
| Zwemmen | Robert Cusack Greg Rogers Mike Wenden Bob Windle | 4x100m vrije slag (m) | Brons    |
| Zwemmen | Karen Moras | 400m vrije slag (v)   | Brons    |
| Hockeyteam mannen | |                       |          |
| Paul Dearing Raymond Evans Brian Glencross Robert Haigh Donald Martin James Mason Patrick Nilan Eric Pearce Gordon Pearce Julian Pearce Desmond Piper Fred Quine Ronald Riley Donald Smart Arthur Busch | |                       |          |

## Deelnemers en resultaten

### Atletiek
| Olympiër                                               | Discipline             | Resultaat | Prestatie                                                                                            |
| ------------------------------------------------------ | ---------------------- | --------- | --- |
| Greg Lewis                                             | 100m (m)               | 36e       | serie 8: 6e in 10,55                                                                                 |
| Greg Lewis                                             | 200m (m)               | 9e        | serie 6: 1e in 20,17 (OR) kwartfinale 1: 2e in 20,81 halve finale 2: 5e in 20,53                     |
| Peter Norman                                           | 200m (m)               | Zilver    | serie 7: 1e in 20,71 kwartfinale 2: 1e in 20,44 halve finale 1: 2e in 20,22 finale: 2e in 20,06 (NR) |
| Ralph Doubell                                          | 800m (m)               | Goud      | serie 4: 1e in 1.47,2 halve finale 2: 1e in 1.45,7 finale: 1e in 1.44,3 (NR)                         |
| Peter Watson                                           | 1500m (m)              | 35e       | serie 4: 7e in 3.55,41                                                                               |
| Ron Clarke                                             | 5000m (m)              | 5e        | serie 2: 2e in 14.20,8 finale: 5e in 14.12,4                                                         |
| Ron Clarke                                             | 10000m (m)             | 6e        | 29.44,2                                                                                              |
| Gary Knoke                                             | 110m horden (m)        | 19e       | serie 3: 4e in 14,1                                                                                  |
| Gary Knoke                                             | 400m horden (m)        | 9e        | serie 3: 3e in 49,8 halve finale 2: 5e in 49,6                                                       |
| Kerry O'Brien                                          | 3000m steeplechase (m) | 35e       | serie 2: 3e in 9.02,31 finale: 4e in 8.52,08                                                         |
| Derek Clayton                                          | marathon (m)           | 7e        | 2:27.23                                                                                              |
| John Farrington                                        | marathon (m)           | 43e       | 2:50.16                                                                                              |
| Frank Clark                                            | 20km snelwandelen (m)  | 16e       | 1:40.06                                                                                              |
| Frank Clark                                            | 50km snelwandelen (m)  | 12e       | 4:40.13,8                                                                                            |
| Bob Gardiner                                           | 50km snelwandelen (m)  | 19e       | 4:52.29,0                                                                                            |
| Allen Crawley                                          | verspringen (m)        | 6e        | finale: 6e met 8,02m                                                                                 |
| Phil May                                               | hink-stap-springen (m) | 6e        | kwalificatie groep A: 2e met 16,32m finale: 6e met 17,02m                                            |
| Peter Boyce                                            | hoogspringen (m)       | 26e       | kwalificatie groep A: 17e met 2,06m                                                                  |
| Lawrie Peckham                                         | hoogspringen (m)       | 8e        | kwalificatie groep A: 4e met 2,14m finale: 8e met 2,12m                                              |
| Tony Sneazwell                                         | hoogspringen (m)       | 22e       | kwalificatie groep A: 14e met 2,06m                                                                  |
|                                                        |                        |           | |
| Dianne Bowering-Burge                                  | 100m (v)               | 6e        | serie 3: 1e in 11,5 kwartfinale 4: 2e in 11,3 halve finale 1: 3e in 11,4 finale: 6e in 11,4          |
| Raelene Boyle                                          | 100m (v)               | 4e        | serie 4: 2e in 11,4 kwartfinale 3: 1e in 11,2 (OR) halve finale 2: 2e in 11,4 finale: 4e in 11,1     |
| Pam Kilborn                                            | 100m (v)               | 17e       | serie 2: 4e in 11,6 kwartfinale 1: 6e in 11,4                                                        |
| Dianne Bowering-Burge                                  | 200m (v)               | 6e        | serie 4: 2e in 23,6 halve finale 1: 7e in 23,6                                                       |
| Raelene Boyle                                          | 200m (v)               | Zilver    | serie 2: 1e in 23,0 halve finale 1: 1e in 22,9 finale: 2e in 22,7                                    |
| Jenny Lamy                                             | 200m (v)               | Brons     | serie 3: 2e in 23,1 halve finale 2: 2e in 22,8 finale: 3e in 22,8                                    |
| Joyce Bennett                                          | 400m (v)               | 27e       | serie 1: 6e in 56,5                                                                                  |
| Sandra Brown                                           | 400m (v)               | 22e       | serie 3: 6e in 55,4                                                                                  |
| Maureen Caird                                          | 80m horden (v)         | Goud      | serie 4: 1e in 10,4 halve finale 1: 1e in 10,5 finale: 1e in 10,3 (OR)                               |
| Pam Kilborn                                            | 80m horden (v)         | Zilver    | serie 2: 1e in 10,4 halve finale 2: 1e in 10,4 finale: 2e in 10,4                                    |
| Joyce Bennett Raelene Boyle Dianne Burge Jennifer Lamy | 4x100m (v)             | 5e        | serie 1: 2e in 43,7 finale: 5e in 43,4                                                               |
| Jean Roberts                                           | discuswerpen (v)       | 15e       | finale: 15e met 46,26m                                                                               |

### Boksen
| Olympiër        | Discipline  | Resultaat | Prestatie                                                                                              |
| --------------- | ----------- | --------- | --- |
| Joseph Donovan  | -48kg (m)   | 5e        | 1e ronde: W van HUN Gedó 2e ronde: W van ARG Urretavizcaya: 5-0 kwartfinale: V van POL Skrzypczak: 2-3 |
| Robert Carney   | -51kg (m)   | 17e       | 1e ronde: V van ARG Pereyra: 1-4                                                                       |
| John Rakowski   | -54kg (m)   | 9e        | 1e ronde: vrij 2e ronde: W van GRE Theotokatos: 3-2 3e ronde: V van IRL Dowling: gediskwalificeerd     |
| Raymond Maguire | -63,5kg (m) | 17e       | 1e ronde: vrij 2e ronde: V van URS Frolov: 0-5                                                         |

### Gewichtheffen
| Olympiër     | Discipline  | Resultaat | Prestatie                  |
| ------------ | ----------- | --------- | -------------------------- |
| Neville Pery | -82,5kg (m) | DNF       | duwen: geen geldige poging |
| Ray Rigby    | +90kg (m)   | DNF       | duwen: geen geldige poging |

### Hockey
| Olympiër | Discipline | Resultaat | Prestatie |
| --- | ---------- | --------- | --- |
| Paul Dearing Raymond Evans Brian Glencross Robert Haigh Donald Martin James Mason Patrick Nilan Eric Pearce Gordon Pearce Julian Pearce Desmond Piper Fred Quine Ronald Riley Donald Smart Arthur Busch | mannen     | Zilver    | groepsfase: 2e W van Kenia: 2-0 G tegen Groot-Brittannië: 0-0 V van Pakistan: 2-3 W van Maleisië: 3-0 V van Frankrijk: 0-1 W van Argentinië: 3-1 W van Nederland: 2-0 barragewedstrijd: W van Kenia: 3-2 halve finale: W van India: 2-1 finale: V van Pakistan: 1-2 |

| Groep B |                  |             |             |             |             |            |            |            |        |
| #       | Land             | Wedstrijden | Wedstrijden | Wedstrijden | Wedstrijden | Doelpunten | Doelpunten | Doelpunten | Punten |
| #       | Land             | G           | W           | G           | V           | V          | T          | Saldo      | Punten |
| 1       | Pakistan         | 7           | 7           | 0           | 0           | 23         | 4          | +19        | 14     |
| 2       | Australië        | 7           | 4           | 1           | 2           | 12         | 5          | +7         | 9      |
| 3       | Kenia            | 7           | 4           | 1           | 2           | 11         | 6          | +5         | 9      |
| 4       | Nederland        | 7           | 4           | 0           | 3           | 11         | 11         | 0          | 8      |
| 5       | Frankrijk        | 7           | 2           | 1           | 4           | 2          | 5          | -3         | 5      |
| 6       | Groot-Brittannië | 7           | 2           | 1           | 4           | 6          | 8          | -2         | 5      |
| 7       | Argentinië       | 7           | 1           | 1           | 5           | 4          | 20         | -16        | 3      |
| 8       | Maleisië         | 7           | 0           | 3           | 4           | 2          | 12         | -10        | 3      |

| Ronde            | Datum       | Plaats    | Land | Score            | Land |
| ---------------- | ----------- | --------- | ---- | ---------------- | ---- |
| Groepsfase       |             |           |      |                  |      |
| 13 oktober       | Mexico-Stad | Australië | 2-0  | Kenia            |      |
| 14 oktober       | Mexico-Stad | Australië | 0-0  | Groot-Brittannië |      |
| 16 oktober       | Mexico-Stad | Pakistan  | 3-2  | Australië        |      |
| 17 oktober       | Mexico-Stad | Australië | 3-0  | Maleisië         |      |
| 19 oktober       | Mexico-Stad | Frankrijk | 1-0  | Australië        |      |
| 20 oktober       | Mexico-Stad | Australië | 3-1  | Argentinië       |      |
| 21 oktober       | Mexico-Stad | Australië | 2-0  | Nederland        |      |
| Barragewedstrijd |             |           |      |                  |      |
| 22 oktober       | Mexico-Stad | Australië | 3-2  | Kenia            |      |
| Halve finale     |             |           |      |                  |      |
| 24 oktober       | Mexico-Stad | Australië | 2-1  | India            |      |
| Finale           |             |           |      |                  |      |
| 26 oktober       | Mexico-Stad | Pakistan  | 2-1  | Australië        |      |

### Kanovaren
| Olympiër                                            | Discipline    | Resultaat | Prestatie                                                                       |
| --------------------------------------------------- | ------------- | --------- | ------------------------------------------------------------------------------- |
| Adrian Powell                                       | K-1 1000m (m) | 12e       | serie 1: 5e in 4.07,3 herkansingen: 1e in 4.14,05 halve finale 3: 5e in 4.08,78 |
| Adrian Powell John Southwood                        | K-2 1000m (m) | 11e       | serie 1: 4e in 3.42,6 herkansingen: 2e in 3.50,82 halve finale 3: 5e in 3.52,17 |
| Phil Coles Dennis Green Gordon Jeffery Barry Stuart | K-4 1000m (m) | 12e       | serie 1: 6e in 3.27,3 herkansingen: 3e in 3.31,79 halve finale 2: 4e in 3.24,79 |

### Moderne vijfkamp
| Olympiër                                | Discipline | Resultaat | Prestatie |
| --------------------------------------- | ---------- | --------- | --- |
| Peter Macken                            | mannen     | 31e       | paardrijden: 33e met 935 punten schermen: 37e met 655 punten schietsport: 35e met 802 punten zwemmen: 30e met 910 punten atletiek: 3e met 982 punten totaal: 4284 punten   |
| Donald McMikin                          | mannen     | 42e       | paardrijden: 44e met 545 punten schermen: 33e met 678 punten schietsport: 1e met 1022 punten zwemmen: 43e met 835 punten atletiek: 40e met 679 punten totaal: 3759 punten  |
| Duncan Page                             | mannen     | 39e       | paardrijden: 17e met 1035 punten schermen: 44e met 563 punten schietsport: 25e met 846 punten zwemmen: 38e met 880 punten atletiek: 44e met 580 punten totaal: 3904 punten |
| Peter Macken Donald McMikin Duncan Page | team (m)   | 12e       | 11959 punten |

### Paardensport
| Olympiër                                                  | Discipline                 | Resultaat | Prestatie |
| --------------------------------------------------------- | -------------------------- | --------- | --- |
| Brien Cobcroft                                            | eventing individueel       | 13e       | dressuur: 44e met 115,01 strafpunten crosscountry: 6e met 22 punten springconcours: 21e met 15,75 strafpunten totaal: 108,76 strafpunten       |
| Bill Roycroft                                             | eventing individueel       | 15e       | dressuur: 20e met 84 strafpunten crosscountry: 17e met 40,80 strafpunten springconcours: 8e met 2,75 strafpunten totaal: 127,55 strafpunten    |
| Wayne Roycroft                                            | eventing individueel       | 8e        | dressuur: 37e met 103,50 strafpunten crosscountry: 7e met 21,30 punten springconcours: 18e met 12,75 strafpunten totaal: 94,95 strafpunten     |
| James Scanlon                                             | eventing individueel       | 17e       | dressuur: 46e met 122,01 strafpunten crosscountry: 12e met 19,20 strafpunten springconcours: 25e met 21 strafpunten totaal: 162,21 strafpunten |
| Brien Cobcroft Bill Roycroft Wayne Roycroft James Scanlon | eventing team              | Brons     | 331,26 strafpunten |
| Kevin Bacon                                               | springconcours individueel | 18e       | 1e ronde: 3e met 4 strafpunten 2e ronde: 18e met 24,75 strafpunten                                                                             |
| Sam Campbell                                              | springconcours individueel | 26e       | 1e ronde: 26e met 16 strafpunten |
| John Fahey                                                | springconcours individueel | 21e       | 1e ronde: 21e met 12 strafpunten |
| Kevin Bacon Sam Campbell John Fahey                       | springconcours team        | 9e        | 166,50 strafpunten |

### Roeien
| Olympiër | Discipline      | Resultaat | Prestatie                                            |
| --- | --------------- | --------- | ---------------------------------------------------- |
| Paul Guest David Ramage                                                                                     | twee-zonder (m) | 7e        | serie 3: 2e in 7.24,66 halve finale 1: 4e in 7.17,09 |
| Peter Dickson David Douglas Alf Duval Joe Fazio Alan Grover Michael Morgan Gary Pearce JR Ranch Bob Shirlaw | acht (m)        | Zilver    | serie 1: 2e in 6.06,87 finale : 2e in 6.07,98        |

### Schermen
| Olympiër                                                           | Discipline     | Resultaat | Prestatie                                             |
| ------------------------------------------------------------------ | -------------- | --------- | ----------------------------------------------------- |
| Russell Hobby                                                      | degen (m)      | 52e       | 1e ronde groep D: 5e (3-3)                            |
| Graeme Jennings                                                    | degen (m)      | 65e       | 1e ronde groep E: 6e (1-4)                            |
| Bill Ronald                                                        | degen (m)      | 54e       | 1e ronde groep F: 5e (2-3)                            |
| Russell Hobby Graeme Jennings Peter Macken Duncan Page Bill Ronald | degen team (m) | 16e       | 1e ronde groep B: 4e (0-3)                            |
| Russell Hobby                                                      | floret (m)     | 20e       | 1e ronde groep H: 3e (3-2) 2e ronde groep A: 4e (2-3) |
| Graeme Jennings                                                    | floret (m)     | 42e       | 1e ronde groep A: 4e (1-3) 2e ronde groep B: 6e (0-5) |
| Bill Ronald                                                        | floret (m)     | 57e       | 1e ronde groep I: 5e (0-4)                            |

### Schietsport
| Olympiër           | Discipline                 | Resultaat | Prestatie                       |
| ------------------ | -------------------------- | --------- | ------------------------------- |
| Don Tolhurst       | 50m geweer 3 houdingen (m) | 28e       | 1136 punten: (394-384-358)      |
| Barry Downs        | 50m pistool (m)            | 35e       | 541 punten: (93-88-87-95-88-90) |
| Alexander Taransky | 25m snelvuurpistool (m)    | 19e       | 583 punten: (294-289)           |

### Schoonspringen
| Olympiër        | Discipline    | Resultaat | Prestatie                                                                     |
| --------------- | ------------- | --------- | ----------------------------------------------------------------------------- |
| Donald Wagstaff | 3m plank (m)  | 8e        | kwalificatie: 7e met 97,84 punten finale: 6e met 52,34m totaal: 150,18 punten |
| Donald Wagstaff | 10m toren (m) | 15e       | kwalificatie: 15e met 88,99 punten                                            |
|                 |               |           |                                                                               |
| Robyn Bradshaw  | 3m plank (v)  | 15e       | kwalificatie: 15e met 81,66                                                   |
| Robyn Bradshaw  | 10m toren (v) | 18e       | kwalificatie: 18e met 45,58 punten                                            |

### Turnen
| Olympiër           | Discipline               | Resultaat | Prestatie    |
| ------------------ | ------------------------ | --------- | ------------ |
| Murray Chessell    | vloer (m)                | 96e       |              |
| Murray Chessell    | sprong (m)               | 105e      |              |
| Murray Chessell    | rekstok (m)              | 110e      |              |
| Murray Chessell    | brug (m)                 | 108e      |              |
| Murray Chessell    | ringen (m)               | 89e       |              |
| Murray Chessell    | paard voltige (m)        | 92e       |              |
| Murray Chessell    | meerkamp individueel (m) | 102e      | 99,90 punten |
|                    |                          |           |              |
| Val Buffham-Norris | vloer (v)                | 71e       |              |
| Val Buffham-Norris | sprong (v)               | 58e       |              |
| Val Buffham-Norris | brug (v)                 | 78e       |              |
| Val Buffham-Norris | balk (v)                 | 72e       |              |
| Val Buffham-Norris | meerkamp individueel (m) | 70e       | 68,60 punten |

### Wielersport
| Olympiër                                               | Discipline                    | Resultaat | Prestatie |
| Baan                                                   | Baan                          | Baan      | Baan |
| ------------------------------------------------------ | ----------------------------- | --------- | --- |
| John Bylsma                                            | individuele achtervolging (m) | 12e       | kwalificatie: 2e in 4.41,10 kwartfinale: W van MEX Treviño: 4.41,66 halve finale: V van FRA Rébillard: 4.48,73 bronzen finale: V van SUI Kurmann: 4.41,60 |
| Gordon Johnson                                         | sprint (m)                    | 9e        | 1e ronde serie 12: 1e in 11,42 2e ronde serie 8: 1e in 11,06 3e ronde serie 5: 3e 3e ronde herkansingen: 2e                                               |
| John Nicholson                                         | sprint (m)                    | 19e       | 1e ronde serie 17: 2e 1e ronde herkansingen: 1e in 11,09 2e ronde serie 9: 3e 2e ronde herkansingen: 2e                                                   |
| Hilton Clarke                                          | tijdrit (m)                   | 14e       | 1.06,45 |
| Hilton Clarke Gordon Johnson                           | tandem (m)                    | 10e       | serie 7: 2e 1e ronde herkansingen: 1e in 10,26 1e ronde finale herkansingen: 3e                                                                           |
| Weg                                                    |                               |           | |
| Ronald Jonker                                          | wegwedstrijd (m)              | DNF       | niet gefinisht |
| Peter McDermott                                        | wegwedstrijd (m)              | DNF       | niet gefinisht |
| Kevin Morgan                                           | wegwedstrijd (m)              | DNF       | niet gefinisht |
| Donald Wilson                                          | wegwedstrijd (m)              | DNF       | niet gefinisht |
| Peter McDermott Kevin Morgan Dave Watson Donald Wilson | ploegentijdrit (m)            | 14e       | 2:18.09,09 |

### Worstelen
| Olympiër       | Discipline  | Resultaat   | Prestatie                                                 |
| Vrije stijl    | Vrije stijl | Vrije stijl | Vrije stijl                                               |
| -------------- | ----------- | ----------- | --------------------------------------------------------- |
| John Kinsella  | -52kg (m)   | 20e         | 1e ronde: V van ITA Grassi 2e ronde: V van URS Albaryan   |
| Sidney Marsh   | -70kg (m)   | 19e         | 1e ronde: V van MGL Sereeter 2e ronde: V van FRA Marchand |
| Wesley O'Brien | -78kg (m)   | 18e         | 1e ronde: V van CAN Heffel 2e ronde: V van BUL Sotirov    |
| Grieks-Romeins |             |             |                                                           |
| Wesley O'Brien | -78kg (m)   | 21e         | 1e ronde: V van FRA Robin                                 |

### Zeilen
| Olympiër                                     | Discipline      | Resultaat | Prestatie                       |
| -------------------------------------------- | --------------- | --------- | ------------------------------- |
| Ronald Jenyns                                | finn            | 4e        | 67 punten: (4-1-DNF-7-15-16-2)  |
| Carl Ryves James Sargeant                    | flying dutchman | 4e        | 49,1 punten: (3-5-3-20-8-4-8)   |
| David Forbes Richard Williamson              | star            | 6e        | 68,7 punten: (4-7-5-12-DNF-6-8) |
| Thomas Anderson John Cuneo John Ferguson     | dragon          | 5e        | 65 punten: (8-4-9-2-5-11-9)     |
| James Hardy Gilbert Kaufman William Solomons | 5,5m            | 7e        | 69,4 punten: (5-4-6-6-12-12-5)  |

### Zwemmen
| Olympiër                                                           | Discipline            | Resultaat | Prestatie                                                               |
| ------------------------------------------------------------------ | --------------------- | --------- | ----------------------------------------------------------------------- |
| Greg Rogers                                                        | 100m vrije slag (m)   | 12e       | serie 2: 3e in 55,4 halve finale 1: 4e in 54,8                          |
| Mike Wenden                                                        | 100m vrije slag (m)   | Goud      | serie 8: 1e in 53,6 halve finale 2: 1e in 52,9 finale: 1e in 52,2 (WR)  |
| Bob Windle                                                         | 100m vrije slag (m)   | 11e       | serie 8: 2e in 54,8 halve finale 2: 4e in 54,6                          |
| Mark Anderson                                                      | 200m vrije slag (m)   | 18e       | serie 1: 3e in 2.02,2                                                   |
| Mike Wenden                                                        | 200m vrije slag (m)   | Goud      | serie 2: 1e in 1.59,3 finale: 1e in 1.55,2 (OR)                         |
| Bob Windle                                                         | 200m vrije slag (m)   | 6e        | serie 2: 2e in 2.01,0 finale: 6e in 2.00,9                              |
| Greg Brough                                                        | 400m vrije slag (m)   | 4e        | serie 3: 2e in 4.19,6 finale: 4e in 4.15,9                              |
| Greg Rogers                                                        | 400m vrije slag (m)   | 9e        | serie 4: 2e in 4.22,7                                                   |
| Graham White                                                       | 400m vrije slag (m)   | 5e        | serie 2: 1e in 4.17,0 finale: 5e in 4.16,7                              |
| Greg Brough                                                        | 1500m vrije slag (m)  | Brons     | serie 3: 1e in 17.17,1 finale: 3e in 17.04,7                            |
| Graham White                                                       | 1500m vrije slag (m)  | 4e        | serie 4: 1e in 17.10,1 finale: 4e in 17.08,0                            |
| Karl Byrom                                                         | 100m rugslag (m)      | 9e        | serie 6: 3e in 1.03,2 halve finale 2: 6e in 1.02,3                      |
| Karl Byrom                                                         | 200m rugslag (m)      | 15e       | serie 3: 5e in 2.20,7                                                   |
| Ian O'Brien                                                        | 100m schoolslag (m)   | 7e        | serie 6: 1e in 1.08,9 halve finale 1: 2e in 1.09,0 finale: 7e in 1.08,7 |
| Ian O'Brien                                                        | 200m schoolslag (m)   | 13e       | serie 1: 2e in 2.36,8                                                   |
| Robert Cusack                                                      | 100m vlinderslag (m)  | 8e        | serie 6: 2e in 59,6 halve finale 3: 4e in 59,2 finale: 8e in 59,8       |
| Graham Dunn                                                        | 100m vlinderslag (m)  | 22e       | serie 4: 4e in 1.01,6                                                   |
| Robert Cusack                                                      | 200m vlinderslag (m)  | 22e       | serie 4: 5e in 2.19,4                                                   |
| Graham Dunn                                                        | 200m vlinderslag (m)  | 19e       | serie 5: 5e in 2.17,5                                                   |
| Karl Byrom                                                         | 200m wisselslag (m)   | 34e       | serie 4: 5e in 2.28,0                                                   |
| Karl Byrom                                                         | 400m wisselslag (m)   | 18e       | serie 5: 3e in 5.11,9                                                   |
| Robert Cusack Greg Rogers Mike Wenden Bob Windle                   | 4x100m vrije slag (m) | Brons     | serie 2: 2e in 3.38,0 finale: 3e in 3.34,7                              |
| Greg Rogers Mike Wenden Graham White Bob Windle                    | 4x200m vrije slag (m) | Zilver    | serie 1: 1e in 8.04,8 finale: 2e in 7.53,7                              |
|                                                                    |                       |           |                                                                         |
| Lyn Bell                                                           | 100m vrije slag (v)   | 9e        | serie 2: 3e in 55,4 halve finale 1: 4e in 1.02,4                        |
| Jenny Steinbeck                                                    | 100m vrije slag (v)   | 11e       | serie 8: 2e in 1.01,9 halve finale 1: 5e in 1.02,6                      |
| Lynne Watson                                                       | 100m vrije slag (v)   | 15e       | serie 6: 3e in 1.03,5 halve finale 1: 7e in 1.02,9                      |
| Lyn Bell                                                           | 200m vrije slag (v)   | 7e        | serie 2: 1e in 2.15,7 finale: 7e in 2.15,1                              |
| Julie McDonald                                                     | 200m vrije slag (v)   | 16e       | serie 6: 3e in 2.19,9                                                   |
| Jenny Steinbeck                                                    | 200m vrije slag (v)   | 13e       | serie 2: 3e in 2.18,8                                                   |
| Christine Deakes                                                   | 400m vrije slag (v)   | 19e       | serie 6: 4e in 5.01,5                                                   |
| Denise Langford                                                    | 400m vrije slag (v)   | 9e        | serie 6: 2e in 4.52,2                                                   |
| Karen Moras                                                        | 400m vrije slag (v)   | Brons     | serie 5: 1e in 4.39,6 finale: 3e in 4.37,0                              |
| Christine Deakes                                                   | 800m vrije slag (v)   | 9e        | serie 4: 1e in 10.06,7                                                  |
| Denise Langford                                                    | 800m vrije slag (v)   | 7e        | serie 2: 2e in 9.59,3 finale: 7e in 9.56,7                              |
| Karen Moras                                                        | 800m vrije slag (v)   | 4e        | serie 2: 1e in 9.38,3 finale: 4e in 9.38,6                              |
| Dianna Rickard                                                     | 100m rugslag (v)      | 23e       | serie 4: 4e in 1.12,4                                                   |
| Lynne Watson                                                       | 100m rugslag (v)      | 6e        | serie 3: 2e in 1.09,4 halve finale 1: 1e in 1.09,0 finale: 6e in 1.09,1 |
| Lynne Watson                                                       | 200m rugslag (v)      | 4e        | serie 3: 1e in 2.33,5 finale: 4e in 2.29,5                              |
| Joanne Barnes                                                      | 100m schoolslag (v)   | 9e        | serie 1: 2e in 1.19,1 halve finale 1: 4e in 1.18,4                      |
| Susan McKenzie                                                     | 100m schoolslag (v)   | 18e       | serie 4: 5e in 1.20,9                                                   |
| Judy Playfair                                                      | 100m schoolslag (v)   | 13e       | serie 3: 2e in 1.19,2 halve finale 2: 7e in 1.19,3                      |
| Joanne Barnes                                                      | 200m schoolslag (v)   | 19e       | serie 4: 4e in 2.57,4                                                   |
| Susan McKenzie                                                     | 200m schoolslag (v)   | 14e       | serie 4: 3e in 2.53,1                                                   |
| Judy Playfair                                                      | 200m schoolslag (v)   | 13e       | serie 1: 2e in 2.52,9                                                   |
| Pauline Gray                                                       | 100m vlinderslag (v)  | 22e       | serie 5: 5e in 1.13,5                                                   |
| Lyn McClements                                                     | 100m vlinderslag (v)  | Goud      | serie 3: 1e in 1.06,1 halve finale 2: 2e in 1.06,1 finale: 1e in 1.05,5 |
| Pauline Gray                                                       | 200m vlinderslag (v)  | 18e       | serie 4: 5e in 2.43,6                                                   |
| Lyn McClements                                                     | 200m vlinderslag (v)  | 13e       | serie 2: 4e in 2.40,7                                                   |
| Sue Eddy                                                           | 200m wisselslag (v)   | 11e       | serie 1: 3e in 2.36,6                                                   |
| Dianna Rickard                                                     | 200m wisselslag (v)   | 10e       | serie 2: 2e in 2.36,0                                                   |
| Sue Eddy                                                           | 400m wisselslag (v)   | 14e       | serie 2: 3e in 5.42,2                                                   |
| Dianna Rickard                                                     | 400m wisselslag (v)   | 10e       | serie 5: 2e in 5.37,8                                                   |
| Lyn Bell Sue Eddy Julie McDonald Jenny Steinbeck Lynne Watson      | 4x100m vrije slag (v) | 4e        | serie 1: 1e in 4.12,0 finale: 4e in 4.08,7                              |
| Lyn Bell Lyn McClements Judy Playfair Jenny Steinbeck Lynne Watson | 4x100m wisselslag (v) | Zilver    | serie 2: 1e in 4.34,6 finale: 2e in 4.30,0                              |

Afghanistan · Algerije · Amerikaanse Maagdeneilanden · Argentinië · Australië · Bahama's · Barbados · België · Bermuda · Birma · Bolivia · Bondsrepubliek Duitsland · Brazilië · Brits-Honduras · Bulgarije · Canada · Centraal-Afrikaanse Republiek · Ceylon · Chili · Colombia · Congo-Kinshasa · Costa Rica · Cuba · Denemarken · Dominicaanse Republiek · Duitse Democratische Republiek · Ecuador · El Salvador · Ethiopië · Fiji · Filipijnen · Finland · Frankrijk · Ghana · Griekenland · Groot-Brittannië · Guatemala · Guinee · Guyana · Honduras · Hongarije · Hongkong · Ierland · IJsland · India · Indonesië · Irak · Iran · Israël · Italië · Ivoorkust · Jamaica · Japan · Joegoslavië · Kameroen · Kenia · Koeweit · Libanon · Libië · Liechtenstein · Luxemburg · Madagaskar · Maleisië · Mali · Malta · Marokko · Mexico · Monaco · Mongolië · Nederland · Nederlandse Antillen · Nicaragua · Nieuw-Zeeland · Niger · Nigeria · Noorwegen · Oeganda · Oostenrijk · Pakistan · Panama · Paraguay · Peru · Polen · Portugal · Puerto Rico · Roemenië · San Marino · Senegal · Sierra Leone · Singapore · Soedan · Sovjet-Unie · Spanje · Suriname · Syrië · Taiwan · Tanzania · Thailand · Trinidad en Tobago · Tunesië · Turkije · Tsjaad · Tsjecho-Slowakije · Uruguay · Venezuela · Verenigde Arabische Republiek · Verenigde Staten · Vietnam · Zambia · Zuid-Korea · Zweden · Zwitserland